# Rochet M
Rochet M (ex Rochet Rouge), né de l'alliance de Flicka's girl et de Jalisco B, est un cheval selle français bai clair, né au haras des Rouges en 1983. Il a obtenu avec sa cavalière Alexandra Ledermann, première femme championne d'Europe, de nombreux titres et médailles. 

## Histoire
Rochet M est le cheval associé aux succès olympiques de la cavalière pionnière Alexandra Ledermann. Il est sa monture pendant plus de quinze ans.
Il meurt, âgé de 25 ans, à Huest (Eure, France) dans les écuries d'Alexandra Ledermann le 12 juillet 2008.

## Palmarès
Avec Alexandra Ledermann
- Jeux olympiques d'été
  - 1996 :  Médaille de bronze et 4e par équipe aux Jeux olympiques d’Atlanta[3]
- Jeux équestres mondiaux
  - 1998 :  Médaille d’argent par équipe aux Jeux équestres mondiaux de Rome en Italie
- Championnats d’Europe
  - 1995 :  Médaille de bronze par équipe et 8e individuel
  - 1997 : 4e par équipe et 13e individuel
  - 1999 :  Médaille d’or en individuel
- Autres Résultats Nationaux et Internationaux
  - 1993 : 3e de la finale de la coupe du monde à Millstreet en Irlande et 3e du Championnat de France
  - 1994 : 1er du Grand Prix du CSI-5* de La Baule en France
  - 1994 : 5e au Grand Prix de Paris[4]